# 無伴奏チェロソナタ (プロコフィエフ)
無伴奏チェロソナタ 作品134 は、セルゲイ・プロコフィエフが1952年に作曲を開始したチェロソナタ。全4楽章となる構想であったが、この時作曲が進められていた7曲のうちのひとつであり、1953年3月、第1楽章の開始部分（アンダンテ）が完成されたところでプロコフィエフはこの世を去った。

## 概要
アンダンテが出される最初の主題は完全にプロコフィエフによって書かれているが、第2主題には彼の友人でチェリストのムスティスラフ・ロストロポーヴィチが書いた部分もある。プロコフィエフはアンダンテ主題の展開が始まる箇所で再び自ら筆を執っているが、楽章の残りの部分、及びソナタのその他の部分は書かれぬまま残された。年月が経過した1972年、ロシアの音楽学者で作曲家のウラディーミル・ブロクが演奏可能な単一楽章としての無伴奏チェロソナタの完成に着手した。

## 演奏史
ブロクが補筆完成させた無伴奏チェロソナタは1972年にモスクワでナターリヤ・グートマンが初演しており、翌年にハンス・シコルスキから出版されている。初録音はそれから10年が経過した1984年、イギリスのチェリストであるスティーヴン・イッサーリスによって行われた。
ロストロポーヴィチは生前に本作を演奏したことが知られているが、録音を遺しはしなかった。イッサーリスの他にはアレクサンドル・イヴァシュキン、ラファエル・ウォールフィッシュ、ヤン・ルヴィノワがレコーディングしている。演奏時間は8-12分。
イッサーリスはこの作品をプロコフィエフの最初の妻であったリーナ・プロコフィエヴァ、また次男のオレグ・プロコフィエフのそれぞれの葬儀で演奏している。

## 作品番号の矛盾
本作に対して適切な作品番号を割り当てるにあたっては少々議論の余地がある。プロコフィエフは楽曲の草稿に作品番号として133を書き入れていたが、死の直前に2番目の妻ミーラ・メンデリソンに自分の最後の作品群を口述した際、このソナタは作品番号134であると伝えたのである。ウラディーミル・ブロクをはじめとする学者には草稿に書かれたものが正しい作品番号であると考える者もいるが、見解の一致には至っていない。そのため、本作は現在のところカタログ、版、録音によって作品番号が133であったり134であったりする状況となっている。
作品番号の混乱に加え、本作はしばしば『無伴奏チェロソナタ 嬰ハ短調』として整理されている。もしプロコフィエフが楽曲を完成させていたとしたら意味が通ったのであろうが、現像する草稿には嬰ハ短調で書かれている箇所がない。また、ブロクが補筆したソナタは明確に嬰ヘ短調となっている。